# La Chapelle-Blanche-Saint-Martin
La Chapelle-Blanche-Saint-Martin és un municipi francès, situat al departament de l'Indre i Loira i a la regió de Centre – Vall del Loira. L'any 2007 tenia 609 habitants.

## Demografia

### Població
El 2007 la població de fet de La Chapelle-Blanche-Saint-Martin era de 609 persones. Hi havia 246 famílies, de les quals 71 eren unipersonals (19 homes vivint sols i 52 dones vivint soles), 82 parelles sense fills, 78 parelles amb fills i 15 famílies monoparentals amb fills.
La població ha evolucionat segons el següent gràfic:
Habitants censats

### Habitatges
El 2007 hi havia 313 habitatges, 255 eren l'habitatge principal de la família, 39 eren segones residències i 19 estaven desocupats. 296 eren cases i 16 eren apartaments. Dels 255 habitatges principals, 200 estaven ocupats pels seus propietaris, 52 estaven llogats i ocupats pels llogaters i 3 estaven cedits a títol gratuït; 2 tenien una cambra, 20 en tenien dues, 42 en tenien tres, 72 en tenien quatre i 119 en tenien cinc o més. 102 habitatges disposaven pel capbaix d'una plaça de pàrquing. A 114 habitatges hi havia un automòbil i a 121 n'hi havia dos o més.

### Piràmide de població
La piràmide de població per edats i sexe el 2009 era:
| Homes | Edats   | Dones |
| ----- | ------- | ----- |
| 1     | 95 o +  | 1     |
| 2     | 90 a 94 | 5     |
| 6     | 85 a 89 | 8     |
| 3     | 80 a 84 | 7     |
| 13    | 75 a 79 | 14    |
| 18    | 70 a 74 | 21    |
| 15    | 65 a 69 | 26    |
| 18    | 60 a 64 | 9     |
| 13    | 55 a 59 | 19    |
| 22    | 50 a 54 | 18    |
| 15    | 45 a 49 | 17    |
| 16    | 40 a 44 | 11    |
| 23    | 35 a 39 | 17    |
| 18    | 30 a 34 | 14    |
| 18    | 25 a 29 | 14    |
| 9     | 20 a 24 | 8     |
| 17    | 15 a 19 | 11    |
| 9     | 10 a 14 | 13    |
| 11    | 5 a 9   | 14    |
| 15    | 0 a 4   | 10    |

## Economia
El 2007 la població en edat de treballar era de 360 persones, 282 eren actives i 78 eren inactives. De les 282 persones actives 257 estaven ocupades (143 homes i 114 dones) i 25 estaven aturades (8 homes i 17 dones). De les 78 persones inactives 41 estaven jubilades, 19 estaven estudiant i 18 estaven classificades com a «altres inactius».

### Ingressos
El 2009 a La Chapelle-Blanche-Saint-Martin hi havia 272 unitats fiscals que integraven 646 persones, la mediana anual d'ingressos fiscals per persona era de 16.526 €.

### Activitats econòmiques
Dels 20 establiments que hi havia el 2007, 1 era d'una empresa alimentària, 1 d'una empresa de fabricació d'elements pel transport, 1 d'una empresa de fabricació d'altres productes industrials, 4 d'empreses de construcció, 4 d'empreses de comerç i reparació d'automòbils, 2 d'empreses d'hostatgeria i restauració, 1 d'una empresa financera, 1 d'una empresa immobiliària, 4 d'empreses de serveis i 1 d'una empresa classificada com a «altres activitats de serveis».
Dels 4 establiments de servei als particulars que hi havia el 2009, 1 era un taller de reparació d'automòbils i de material agrícola, 1 paleta i 2 lampisteries.
L'únic establiment comercial que hi havia el 2009 era una fleca.
L'any 2000 a La Chapelle-Blanche-Saint-Martin hi havia 28 explotacions agrícoles que ocupaven un total de 2.139 hectàrees.

## Equipaments sanitaris i escolars
El 2009 hi havia una escola elemental integrada dins d'un grup escolar amb les comunes properes formant una escola dispersa.

## Poblacions més properes
El següent diagrama mostra les poblacions més properes.